# ヨドバシ吉祥寺
ヨドバシ吉祥寺（ヨドバシきちじょうじ、Yodobashi-kichijoji）は、東京都武蔵野市吉祥寺本町にある複合商業施設。

## 概説
かつての近鉄百貨店東京店ビルで、東京近鉄百貨店（→近鉄百貨店東京店）の建物として建設された。近鉄百貨店の東京撤退後は、吉祥寺三越・IDC大塚家具が入居していた。
吉祥寺三越の撤退が決まった際に、近鉄百貨店東京店ビルが売却され、大手家電量販店のヨドバシカメラが買い手となった。建物を改修工事をしたのち、現在はヨドバシカメラマルチメディア吉祥寺や専門店などのテナントが入居している。また、建物の管理はヨドバシカメラの関連会社である株式会社ヨドバシ建物が執り行っている。
東京都内のヨドバシカメラの店舗としては、ヨドバシAkibaに次ぐ2番目の規模を有する。
同ビルの並びにある吉祥寺パーキングプラザではラオックス吉祥寺店が営業しており、ヨドバシ吉祥寺の開店当初から家電量販店2店舗が競合していた。2008年末のラオックスの閉店・撤退後、2014年10月31日に吉祥寺駅南口・末広通りに「ヤマダ電機LABI吉祥寺」が開店するまでは、吉祥寺唯一の大型家電量販店だった。なお、その間も2014年10月6日までサンロードにキムラヤから転換したヤマダ電機店舗は存在したものの、パソコン関連のみの取り扱いだった。
ヨドバシ吉祥寺開店当初から特約駐車場の利用契約を結んでいた吉祥寺パーキングプラザは、2008年6月30日をもって契約を終了した。
フロア構成は開業以来2012年までは、ヨドバシカメラの売り場の一部変更以外はほぼ一貫してきた。2013年3月29日にGUが新たにオープンし、また、開業以来7階で営業していたユニクロが2014年8月17日をもって閉店し、同年10月3日に「ユニクロ吉祥寺店」が駅北口平和通りの新ビルに開店している。そして2014年秋には、これまで6階にあったABCマートとビッグヴィジョン21が7階に移転し新装開店の他、新たにRight-on等の店舗が追加され、開業以来最も大幅なリニューアルとなる。
ビル壁面には開業当初から「Yodobashi-kichijoji」の立体ロゴや専門店の店名などの看板がついていた。2013年3月のリニューアルに伴い外装が一新され、看板も新たなものに変更されている。

## 沿革
- 1974年5月 - 東京近鉄百貨店が同地に開店。
- 1983年3月 - 株式会社東京近鉄百貨店が株式会社近鉄百貨店と合併し、店舗名を近鉄百貨店東京店に改称。
- 2001年2月 - 近鉄百貨店東京店閉店。
- 2001年6月 - 吉祥寺三越・IDC大塚家具吉祥寺ショールームが開店。
- 2006年5月7日 - 三越・IDC大塚家具が閉店（近鉄百貨店が投資ファンドに土地・建物を譲渡）。
- 2006年9月 - 土地・建物をヨドバシカメラが買収することで合意。
- 2007年 - ビル改修工事開始。
- 2007年6月29日 - ヨドバシカメラマルチメディア吉祥寺が先行オープン。当初のオープン予定は6月23日で、工事や準備の遅れなどで6日延期された。
- 2007年7月6日 - 「ヨドバシ吉祥寺」グランドオープン。レストラン街、ユニクロ、タワーレコード（移転）、ABCマートなど全テナントが開業。
- 2008年6月30日 - 吉祥寺パーキングプラザの特約駐車場契約を終了。
- 2013年3月29日 - GUがオープン。専門店は10:00-22:00、8階レストラン街は11:00-22:00に営業時間を変更。
- 2014年8月17日 - ユニクロが閉店（10月、現店舗が現在の場所にオープン）。
- 2014年9月〜11月 - 6・7階専門店街がリニューアルオープン。
- 2018年1月28日 - 8階レストラン街が閉店。
- 2018年4月27日 - GUがフロア拡大、リニューアルオープン。
- 2022年5月8日 - タワーレコードが閉店[2]。

## フロア構成
（2022年5月現在）
- 8階
  - GU（カジュアル）
- 7階 - 専門店フロア
  - ABCマート（靴）
  - Right-on（ジーンズ&カジュアル）
  - 西松屋（子供服・ベビー用品）[3]
  - Confirm ILL'S（メンズファッション）
  - Honeys（レディスカジュアル）
  - LBC（雑貨）
- 6階 - 専門店フロア
  - メガネの愛眼（メガネ・補聴器）
  - 貴和製作所（アクセサリー）
  - ikka（メンズ&レディースファッション）
  - ダイソー（日用雑貨）
  - 中央コンタクト（コンタクトレンズ）
  - ほけんの窓口（保険）
  - 開運館E&E（占い）
- 地下1階 - 5階 - ヨドバシカメラマルチメディア吉祥寺
- 地下2階・地下3階 - 駐車場

個別テナントの詳細は公式サイト内フロアガイドを参照。

## 営業時間
（2018年6月現在）
- ヨドバシカメラ　9:30-22:00
- 専門店・サービス（6〜8階）
  - 10:00-21:00（基本）
  - 10:00-22:00（土日祝祭日の前日）

## アクセス
- JR中央線・京王井の頭線吉祥寺駅北口より徒歩3分

## 備考
- 武蔵野市は本来J:COM武蔵野三鷹のサービスエリアであり、ヨドバシ吉祥寺は現在、J:COM武蔵野三鷹の特約店である。しかし元々は、隣接する杉並区や練馬区をサービスエリアとする同じJ:COM系列のJ:COM東京のサービス特約店だった。
- 毎年4月下旬から5月上旬にかけてのゴールデンウィークに行われる『吉祥寺ウェルカムキャンペーン』にヨドバシ吉祥寺は参加していない。5月3・4・5日に行われる『大吉祥抽選会』にも、ヨドバシ全館及び専門店での買い物のレシートでは参加できない。